# جنجال حقوق‌های نجومی
رسوایی فیش‌های حقوقی مدیران دولتی که در رسانه‌های انگلیسی‌زبان به افتضاح فیش حقوقی (به انگلیسی: Payslip-gate) نیز شهرت یافت، به انتشار سلسله‌ای از فیش‌های حقوقی برخی مدیران دولتی ایران در زمان ریاست جمهوری حسن روحانی و شماری مربوط به دوره‌های پیش از آن اشاره دارد. این جنجال در خرداد ۱۳۹۵ با انتشار فیش‌های حقوقی مدیران بیمه مرکزی ایران، رئیس صندوق توسعه ملی، مدیران بانک رفاه کارگران و مسئولان و مدیران چند سازمان دیگر رخ داد و بازتاب گسترده‌ای در رسانه‌ها و افکار عمومی درپی داشت. به جز استعفای چند نفر از مدیران صنعت بیمه، بانک‌ها و موسسات اقتصادی دیگر، نام اشخاصی مانند حسین فریدون، برادر رئیس‌جمهور ایران هم در جریان این جنجال‌ها مطرح شده‌است.
مصطفی کواکبیان نماینده تهران در مجلس گفت: «آماری وجود دارد که حدود سه هزار فیش میان ۲۰ تا ۵۰ میلیون تومان وجود دارد که قانونی نیست، البته ۳۰۰ فیش هم بالای ۵۰ میلیون تومان داریم که پوشش قانونی ندارد».
۱۶ اردیبهشت ۱۳۹۵ در چند کانال تلگرامی و وب‌سایت سیاسی فیش حقوقی یکی از مدیران بیمه مرکزی منتشر شد. روز بعد در ۱۷ اردیبهشت، اخبار ساعت ۲۱ شبکه یک صدا و سیما در گزارشی با ارجاع به فیش‌های حقوقی منتشر شده در وبسایت‌ها گفت سه مدیر ارشد بیمه مرکزی در اسفند ماه ۱۳۹۴ روی هم ۱۸۰ میلیون تومان حقوق و مزایا گرفته‌اند. سپس در ۱۹ اردیبهشت خبرگزاری میزان، وابسته به قوه قضاییه هم با انتشار تصاویری از فیش‌های حقوقی چند ده میلیون تومانی معاونان بیمه مرکزی خبر داد. سه روز پس از آن رئیس بیمه مرکزی استعفا کرد. پس از آن موج انتشار فیش‌های حقوقی و دیگر مدارک مالی مرتبط با مدیران ارشد سازمان‌های مختلف در ایران آغاز شد.
حقوق و مزایای چند صد میلیونی در حالی به مدیران پرداخت شده که به استناد به ماده ۷۶ قانون خدمات کشوری هیچ‌کس در دولت نباید بیش از ۷ برابر حداقل حقوق یک کارمند عادی (یعنی حدبیشتر ۵۲ میلیون و ۵۰۰ هزار ریال) حقوق بگیرد.
روزنامهٔ آفتاب یزد با استناد به مصوبه‌ای در پایان دولت دهم با امضای محمدرضا رحیمی، حقوق‌های نجومی مدیران دولتی را مصوبه دولت پیشین برشمرد. این در حالی است که بنابر بخشنامه اسحاق جهانگیری معاون اول رئیس‌جمهور در مرداد ۱۳۹۲ اجرای همه مصوبات دولت دهم از تاریخ ۱ خرداد ۱۳۹۲ به بعد، به منظور بررسی بیشتر متوقف شده بود که پس از بررسی‌ها، در بخشنامه‌ای دیگر در شهریور همان سال، توقف موقت اجرای مصوبات دولت پیشین را رفع و اجازه اجرای آن‌ها را خطاب به وزارتخانه‌ها، سازمان‌ها و ارگان‌ها صادر کرد.
به گفته فیاض شجاعی، دادستان دیوان محاسبات ایران ماده قانونی که پرداخت‌های بالا بر اساس آن انجام شده از سال ۹۰ لازم‌الاجرا بود، اما مجوز اعمال آن در سال ۹۳ صادر شده‌است. اما هم حسن روحانی و هم اسحاق جهانگیری معاون اول او آغاز روند پرداخت حقوق‌های بالا را مربوط به دولت محمود احمدی‌نژاد دانسته‌اند.
در بهمن ۱۳۹۵ رئیس کمیسیون اصل ۹۰ مجلس اعلام کرد دیوان محاسبات همه اضافه دریافت نجومی مدیران را به خزانه بازگردانده است.

## پیشینه
پیشینه پرداخت حقوق‌های کلان نامتعارف به سال ۱۳۸۲ بازمی‌گردد. در آن سال وزیر صنایع و معادن وقت، حقوق و مزایای کارکنان بانک صنعت و معدن را با حقوق و مزایای سازمان گسترش و نوسازی صنایع ارتباط داد. در بانک صنعت و معدن از آن تاریخ، پرداخت‌ها بر آن منوال انجام می‌شد.
روزنامه ایران روز اول تیرماه ۱۳۹۵ در گزارشی اعلام کرد که بنابر اسناد موجود، در دولت احمدی‌نژاد «پاداش‌های یک میلیارد و ۴۰۰ میلیون تومانی، ۶۸۰ میلیون تومانی و ۴۵۶ میلیون تومانی» به هیئت مدیره بانک‌ها و شرکت‌های دولتی پرداخت می‌شده‌است.

## وضعیت قانونی
هیئت وزیران حد بیشتر حقوق کارکنان دولت را هفت برابر حداقل حقوق کارکنان دولت تعیین کرده‌است. اما در همین مصوبه «اعضای هیئت علمی دانشگاه‌ها، قضات، وزارت اطلاعات، دیوان محاسبات کشور، کارمندان سیاسی و شاغل در پست‌های سیاسی وزارت امور خارجه» استثنا شده‌اند.
ماده ۱۱۷ قانون مدیریت خدمات کشوری که نظام پرداخت کارکنان دولت را تنظیم می‌کند، نهادهای زیرنظر رهبر، وزارت اطلاعات، اعضای هیئت علمی دانشگاه‌ها، مجمع تشخیص مصلحت و مجلس خبرگان را از شمول قانون مدیریت خدمات کشوری معاف می‌کند. بجز این کارکنان نهادهای عمومی غیردولتی از این قانون معاف می‌شوند، یعنی کارکنان نهادهایی [مانند بانک‌ها] که خدماتشان جنبه عمومی دارد اما بیش از نصف بودجه‌شان را از منبع غیردولتی تأمین می‌کنند. در همین قانون امتیاز شغلی مدیران عامل و اعضای هیئت مدیره شرکت‌های دولتی که بنا به "سیاست‌های اصل ۴۴" دولتی مانده‌اند، "با توجه به گونه وظایف، حساسیت، سطح تخصصی کارمندان، تأثیر و نقش اقتصادی شرکت، گونه تولید و خدمات، کارآیی و اثربخشی و سهم شرکت در درآمد ملی" تعیین می‌شود؛ بنابراین بر اساس قانون گفته شده، برخی از مدیران می‌توانند استثنائاً از امتیازهای شغلی و مزایای بیشتر برخوردار شوند.
در سال ۹۲ هیئت دولت به جای تصویب و ابلاغ دستورالعمل اجرایی فصل دهم قانون مدیریت خدمات کشوری به منظور روشن شدن وضعیت بانک‌ها و بیمه‌ها و شرکت‌های دولتی، در تاریخ ۵ اردیبهشت ۹۲ مجوزی که سال ۱۳۸۲ برای بانک صنعت و معدن صادر شده بود، به دیگر بانک‌های دولتی تسری داده و در تاریخ ۱۶ مهرماه ۹۲ تسری آن مصوبه به بیمه ایران را هم تصویب نمود. اما هر دوی این مصوبات به دلیل ایراد رئیس مجلس شورای اسلامی لغو شد.
در تاریخ ۱ آبان ۹۲ کارگروه موضوع بند «ح» ماده ۵۰ قانون برنامه پنجم توسعه که از سال ۹۰ لازم‌الاجرا بوده‌است، دستورالعملی مبنی بر فوق‌العاده خاص نامستمر برای بانک‌ها و بیمه‌های دولتی تصویب کرد. به موجب این دستورالعمل به حقوق هیئت مدیره و مدیران عامل شرکت‌های دولتی، بانک‌ها و بیمه‌ها ۴۲ میلیون ریال الی ۵۵ میلیون ریال به صورت فوق‌العاده غیرمستمر افزوده می‌شد اما در عمل جزو حقوق پایه تلقی شده و در بقیه فوق‌العاده‌ها نیز اثر گذاشته بود که در تاریخ ۱۸ آذر ماه ۹۳ دیوان محاسبات ایراد و تذکر خود را به بانک‌ها و بیمه‌ها اعلام کرد که به علت عدم تمکین بیمه مرکزی و بیمه ایران از این تذکر، دیوان محاسبات علیه آنان، اقدام به صدور دادخواست نمود.
علی مطهری در اردیبهشت ماه ۱۳۹۶ گفت: «حقوق‌های نجومی از لحاظ قانونی توجیه داشت زیرا در دولت دهم دست مدیران عامل بانک‌ها را باز گذاشته بودند تا حقوق‌های خود را افزایش دهند. به همین دلیل این مسئله از لحاظ قانونی ایرادی نداشت اما از لحاظ وجدانی و اینکه فاصله حقوق‌ها بسیار شده بود، ایراد داشت.»

## افشاگران
عمده افشاگری‌ها در رسانه‌های محافظه‌کار منتقد دولت حسن روحانی انجام شده‌است. خبرگزاری‌های تسنیم و فارس و همچنین روزنامه‌های کیهان و وطن امروز و به‌طور کلی اصولگرایان در جهت مبارزه با اصلاح‌طلبان و حزب اعتدال حاکم و پیروز انتخابات به شدت پیگیر اخبار مرتبط با این موضوع بودند.
عبدالله ناصری، از چهره‌های اصلاح‌طلب، گفته‌است که محافظه‌کاران منتقد دولت به حدود سه هزار فیش حقوق مدیران دست پیدا کرده‌اند. او گفته‌است رسانه‌های محافظه‌کاران از طریق «دستگاه‌های حراستی» به فیش‌های حقوقی دست پیدا کرده‌اند و قصد دارند تا آستانه انتخابات ریاست جمهوری پیوسته این فیش‌ها را منتشر کنند.
وبسایت الف، نزدیک به احمد توکلی در موضعی مشابه ناصری، گفته‌است در برخی از سازمان‌هایی که فیش‌های مدیرانشان افشا شده، علیه عده‌ای از کارکنان «پرونده‌سازی» شده‌است.
در عین حال سخنگوی مرکز مبارزه با جرایم سایبری سپاه گفته‌است هکری که به‌تازگی بازداشت شده با نفوذ به بانک اطلاعاتی سازمان‌های دولتی به حدود ۳ هزار فیش حقوقی دست پیدا کرده بود؛ همان شماری که عبدالله ناصری به آن اشاره کرده بود.
البته سخنگوی مرکزی سایبری سپاه گفته‌است هکر بازداشت شده «از آنجایی که انگیزه تبهکارانه نداشت» اطلاعات سه هزار فیش حقوقی را منتشر نکرده‌است.

## افشا شدگان

### صندوق توسعه ملی
سید صفدر حسینی بنابر اثبات و انتشار فیش نجومی وی توسط یکی از کارکنان صندوق توسعه ملی و نمایندگان پیشین مجلس شورای اسلامی منجر به برانگیختن احساسات ملی و واکنش‌های اجتماعی به فیش حقوقی میلیونی وی گردید. صفر حسینی ماهانه ۵۷ میلیون و ۴۰۰ هزار تومان حقوق دریافت می‌کرد که مواردی چون کمک‌هزینهٔ ورزش، خرید کتاب و اوقات فراغت فرزندانش نیز در آن لحاظ شده بود. این گزارش‌ها در در روز پنجشنبه ۲۷ خرداد ۱۳۹۵ منتشر شدند. به‌عبارت دیگر حسینی در سال ۱۳۹۴ جمعاً حدود ۶۸۶ میلیون تومان بابت حقوق به‌علاوه ۳۰۰ میلیون تومان تسهیلات وام آن هم با نرخ سود ۴٪ از صندوق توسعه ملی دریافت کرده‌است.

### بیمه مرکزی

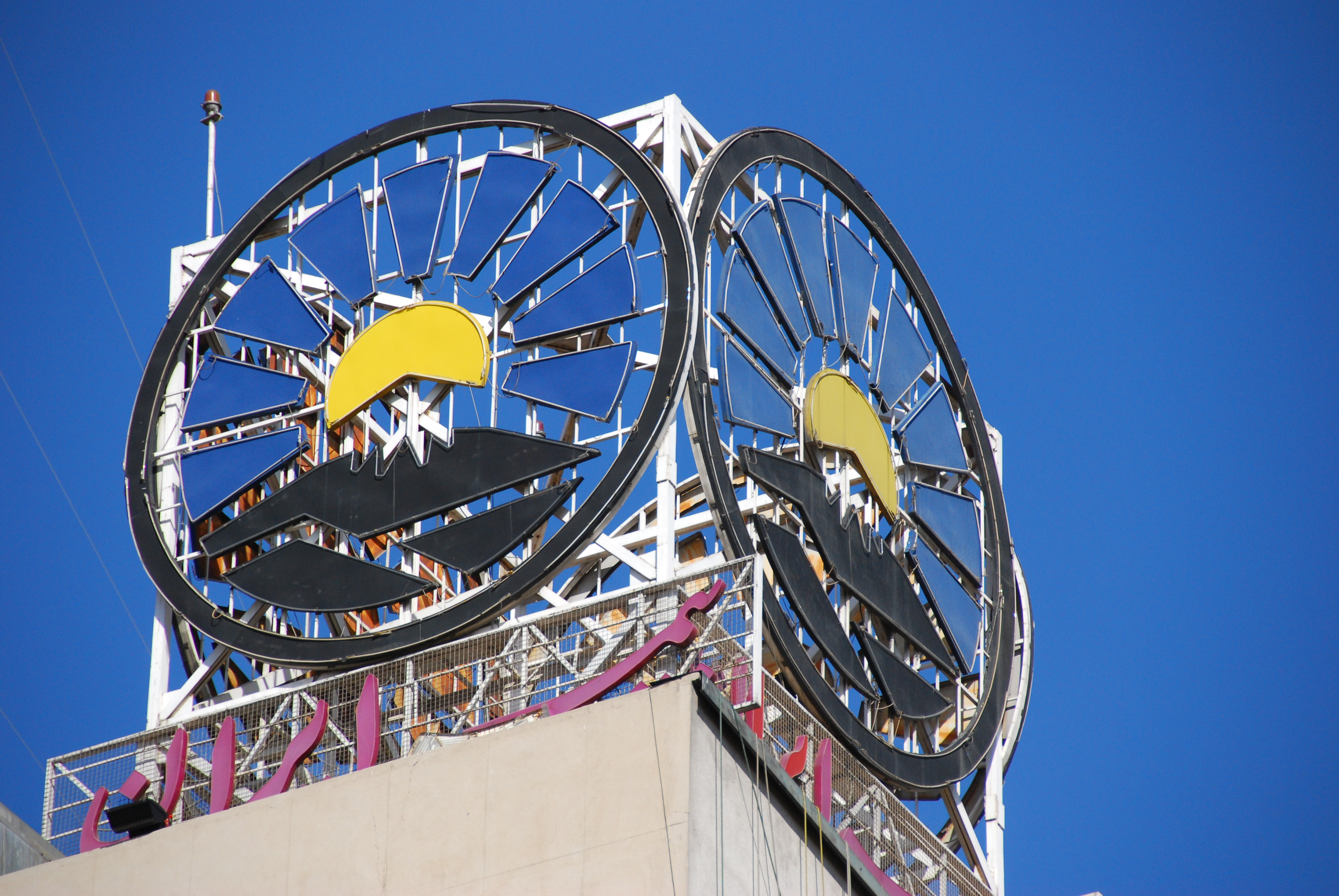
بر اساس فیش منتسب به مرتضی حسنی عقدا معاون توسعه مدیریت و منابع بیمه مرکزی، در اسفند ۱۳۹۴، ۸۷ میلیون تومان دریافتی داشت.

مرتضی حسنی عقدا، معاون توسعه مدیریت و منابع بیمه مرکزی از نخستین کسانی بود که در موج گذشته فیش حقوقی او منتشر شد. بر اساس فیش منتسب به او حسنی عقدا در اسفند ۱۳۹۴، ۸۷ میلیون تومان دریافتی داشت؛ بنابراین فیش او چند صد میلیون تومان وام هم دریافت کرده بود. بیمه مرکزی اعلام کرد بخش بسیاری از آنچه به حسنی عقدا و دیگر مدیران این نهاد داده شده «معوقات» بوده، با این حال با تغییر رئیس بیمه مرکزی مرتضی حسنی عقدا از مقام خود برکنار شد.
انتشار فیش‌های حقوقی برخی مدیران بیمه مرکزی و ارقام بسیار درشت آن شگفتی و انتقاد بسیاری را برانگیخت. اختلاف دریافتی‌ها در فیش‌های حقوقی آنقدر بسیار بود که واکنش‌های منفی بسیاری را در رسانه‌ها و افکار عمومی موجب شد. این فیش‌های حقوقی نشان می‌داد، تنها سه مدیر ارشد بیمه مرکزی ۱۸۰ میلیون تومان حقوق می‌گیرند و حقوق تنها یک نفر ۸۷ میلیون تومان بود.
میزان حقوق، اضافه کار و مأموریت (ناخالص) برخی از مدیران ارشد بیمه مرکزی بیش از ۳۰۰ میلیون ریال بوده این در حالی است که از این مبلغ حدود ۸۴ میلیون کسورات ماهانه بوده و خالص پرداختی به این مدیر بنابر فیش حقوقی صادره در اسفندماه حدود ۳۰۰ میلیون ریال می‌باشد.
در ادامه جنجال فیش‌های حقوقی مدیران بیمه مرکزی، در ۲۲ اردیبهشت ۱۳۹۵ محمد ابراهیم امین، رئیس کل این شرکت متن نامه استعفای خود را به علی طیب‌نیا وزیر امور اقتصادی و دارایی منتشر کرد.
در جلسه هیئت دولت با استعفای جمعی از اعضای هیئت عامل صندوق توسعه ملی «موافقت شد» یا به تعبیر برخی از خبرگزاری‌ها این اعضا «برکنار شدند».

### شرکت خودروسازی سایپا
روزنامه ایران در مورد مهرداد بذرپاش در گزارشی نوشت: «صورت‌های مالی شرکت خودروسازی سایپا نشان می‌دهد که مهرداد بذرپاش (صاحب امتیاز فعلی روزنامه وطن امروز) به عنوان مدیرعامل به همراه چهار عضو دیگر هیئت مدیره در سال‌های ۸۷ و ۸۸؛ مبلغ ۶۰۰ میلیون تومان پاداش دریافت کرده‌اند که با احتساب نرخ تورم به مقدار کنونی معادل یک میلیارد و ششصد میلیون تومان برآورد می‌شود.» اما اعضای هیئت مدیره وقت شرکت سایپا و همچنین دفتر مهرداد بذرپاش با انتشار دو بیانیه این موضوع را تکذیب کردند. در این بیانیه آمده که دریافتی اعضای هیئت مدیره شرکت‌های سایپا بسیار کمتر از مدیران بانک‌های دولتی است و روزنامه ایران قصد «فرافکنی» و «دروغ‌پردازی» داشته‌است.و گفت از روزنامه ایران شکایت می‌کند.

### مدیرعامل بانک رفاه

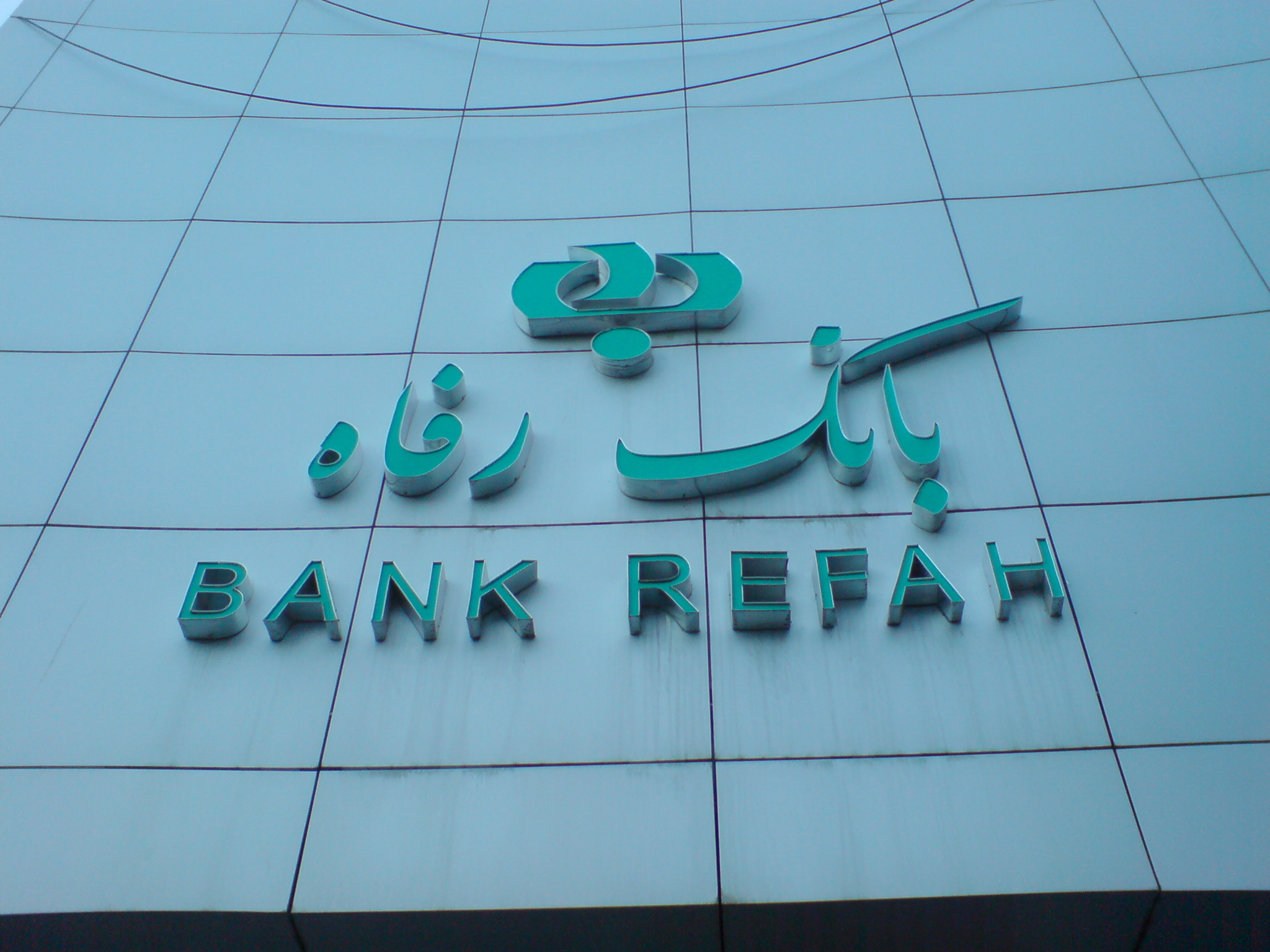
در خرداد ۱۳۹۵، سایت خبری دانا اسناد از دریافتی‌های گسترده در بانک رفاه کارگران و هیئت مدیره و مدیر عامل آن منتشر ساخت. مدیر عامل بانک رفاه در طول نزدیک به ۲۰ روز پایان سال ۹۴ بالغ بر ۲۳۰ میلیون تومان دریافتی تحت عناوین مختلف داشته‌است.

انتشار اخبار دریافتی‌های علی صدقی مدیر عامل بانک رفاه کارگران، توسط یک سایت خبری به جنجال و مباحث فراوانی پیرامون حقوق و مزایای مدیران انجامید. در خرداد ۱۳۹۵ سایت خبری دانا اسناد از دریافتی‌های گسترده در این بانک و هیئت مدیره و مدیر عامل آن منتشر ساخت. مدیر عامل بانک رفاه در طول نزدیک به ۲۰ روز پایان سال ۹۴ بالغ بر ۲۳۰ میلیون تومان دریافتی تحت عناوین مختلف داشته‌است.
پس از دیدار علی خامنه‌ای با هیئت دولت در در ۲ تیر ماه سال ۱۳۹۵ مبنی بر پیگیری و برخورد با مدیرانی که حقوق‌های نجومی دریافت می‌کردند، گفته شد که علی صدقی از کار برکنار شده و نیز ادعا شد ۲۴۰ میلیون تومان از حقوق و مزایای خود را مسترد کرده‌است. صدقی کمی بعد خبر برکناری خود را تکذیب کرد.
اما صدقی همه این ادعاها را رد کرد و گفت برگه منتشر شده یک صورتحساب بانکی و گردش حساب در مدتی طولانی است، نه یک فیش حقوقی؛ اما ضمن رد امکان وجود حقوق ۲۰۰ میلیون تومانی در هر بانکی، گفت که از آنجا که بانک رفاه یک بانک خصوصی است وزیر اختیار عزل مدیر عامل آن را ندارد. وی گفت که از منتشر کنندگان اخبار کذب شکایت خواهد کرد.
ناصر سراج، رئیس سازمان بازرسی کل کشور گفت با وجود اینکه علی صدقی «پرونده‌های سنگین» داشته، با اصرار یکی از نزدیکان حسن روحانی رئیس‌جمهور ایران به این سمت منصوب شده بود. با اینکه تقریباً همه رسانه‌های ایران نخست از قول سراج عنوان کردند که فردی که به انتصاب صدقی اصرار داشته، حسین فریدون برادر و دستیار ویژه حسن روحانی بوده اما سپس بیشتر آن‌ها این نام را حذف کردند. علی ربیعی، وزیر تعاون و رفاه ایران، در واکنشی مستقیم به سخنان ناصر سراج گفت که در انتصاب علی صدقی روند قانونی در شده بوده‌است.

### بانک تجارت
جایگاه محمد ابراهیم مقدم نودهی از هنگامی متزلزل شد که یک فیش حقوقی عجیب و غریب از وی و برخی از اعضای هیئت‌مدیره بانک تجارت منتشر شد. چیزی که فیش حقوقی تجارتی‌ها را از دیگران متمایز می‌کرد، بندهای شگفت‌انگیز پاداش‌ها بود؛ مثلاً وی برای روز پدر یا هفته ولایت و عید فطر ۷ تا ۱۳ میلیون تومان عیدی و پاداش می‌گرفته‌است. در پی افشای فیش‌های حقوقی منتشر شده مدیرعامل و رئیس هیئت مدیره بانک تجارت، روابط عمومی این بانک در اطلاعیه‌ای نسبت به فیش‌های حقوقی منتشر شده واکنش نشان داده و اعلام کرد که فیش حقوق مدیرعامل این بانک نشان می‌دهد که مدیر عامل برای مدت بیست و یک ماه ۷۱۰ میلیون تومان حقوق خالص دریافت کرده‌است. همچنین برابر اسناد منتشر شده، مدیرعامل بانک در سال ۹۳ یک میلیارد تومان هم تسهیلات قرض‌الحسنه با کارمزد یک درصدی از بانک تجارت دریافت کرده که ۴۵ برابر حقوق ماهیانه او است.

### بانک صادرات ایران
خبرگزاری تسنیم از تغییر اسماعیل للـه گانی مدیرعامل بانک صادرات ایران خبر داد و اعلام کرد که او در پی دریافت حقوق و مزایای نامتعارف از سوی مسئولان اقتصادی کشور برای ارائه توضیحاتی دعوت شده‌است که وی در پاسخ به این دعوت مدعی شده چنانچه از سمتش عزل شود نزد بانک جهانی شکایت خواهد کرد. للـه گانی ماهانه ۶۵ میلیون تومان حقوق می‌گرفت. او مدعی شد استعفای خود را سه روز پیش از برکناری و داوطلبانه اعلام کرده بوده‌است.

### بانک کشاورزی
خبرگزاری تسنیم این ادعا را علیه مرتضی شهیدزاده، مدیرعامل بانک کشاورزی مطرح کرد که حقوق ماهانه‌ای بالاتر از ۵۰ میلیون تومان می‌گرفته‌است. او همچنین متهم شد که وام ۵۰۰ میلیون تومانی بدون بهره گرفته‌است. یک فیش حقوقی که از شهیدزاده منتشر شد نشان می‌داد که حقوق او در فروردین ۹۵، ۱۱ میلیون تومان بوده‌است.

### بانک ملت
علی رستگار به‌عنوان مدیر عامل بانک ملت فعالیت می‌کرد و در جریان رسانه‌ای شدن فیش‌های حقوقی مدیران در تاریخ ۱۰ تیرماه ۹۵ از سمتش عزل گردید. سازمان اطلاعات سپاه پاسداران در سه‌شنبه ۲۹ تیرماه ۱۳۹۵ به دستور مرجع قضایی رستگار سرخه‌ای به همراه معاون او در امور بین‌الملل بانک ملت را «به دلیل فعالیت گسترده در یک باند سازمان یافته فساد بانکی» بازداشت کرد که سپس ایشان از این اتهامات تبرئه و آزاد شد.

### بانک گردشگری
در شبکه‌های اجتماعی صورت جلسه‌ای از بانک گردشگری منتشر شد که بنابر آن اعضای هیئت مدیره، از جمله مهدی جهانگیری، عضو هیئت مدیره بانک گردشگری، نائب رئیس اتاق بازرگانی تهران و برادر اسحاق جهانگیری به خود ۲۰۰ میلیون تومان پاداش داده‌اند. گفته شد با توجه به خصوصی بودن بانک گردشگری چنین پاداشی خلاف قانون و رویه‌های متعارف نیست.

### بانک قرض‌الحسنه مهر ایران
اخباری از دریافت حقوق نجومی مدیرعامل بانک قرض‌الحسنه مهر ایران منتشر شد پیرو این اخبار مدیرعامل وقت استعفای خود را به مسئولان بانکی کشور اعلام کرد.

### سپاه پاسداران
در پی دست به دست شدن اخباری در مورد پرداخت‌های نامتعارف به مقامات ارشد سپاه پاسداران، سردار «رمضان شریف» مسئول روابط عمومی سپاه پاسداران در گفتگو با «روزنامه شرق»، این ارقام را تکذیب کرد و غیرواقعی دانست. او که نامش در فهرست شایعات بود، با شنیدن رقم ادعایی دریافتی دربارهٔ خودش، گفت: «اگر معذوریت‌های حفاظتی نبود، حتماً فیش حقوقی خودم را منتشر می‌کردم تا رقم واقعی را ببینید» ایشان ولی رقم کلی بدون ذکر جزئیات را هم نگفت.

### دانشگاه آزاد
در آستانه انتخابات مجلس این ادعا علیه علیرضا منادی، عضو پیشین هیئت رئیسه مجلس و نماینده رئیس دانشگاه آزاد در استان آذربایجان شرقی مطرح شد که او حقوق ماهانه‌ای حدود ۱۵۰ میلیون تومان دریافت کرده‌است. منادی گفت «همه دریافتی خود از دانشگاه آزاد را به دانشجویان نیازمند هدیه کرده‌است» و ادعاهای مطرح شده علیه او «جعلی و برای ضربه زدن به کارزار انتخاباتی‌اش» بوده‌است. اما در تیر ماه سال ۹۵، انتشار فیش‌های حقوقی رئیس و معاون مالی دانشگاه آزاد واحد تربت جام و سپس برکناری آن‌ها، شواهدی از پرداخت‌های نا عادلانه در این دانشگاه آشکار ساخت.

### استانداری تهران
حمید رسایی این ادعا را علیه حسین هاشمی، استاندار تهران مطرح کرد که تحت عنوان مأمور از شرکت آسکوتک (شرکت تابعه ایمیدرو مستقر در آلمان) ماهیانه معادل ۶۵ میلیون تومان حقوق می‌گیرد. استانداری تهران گفت هاشمی ماهانه ۱۷ میلیون تومان حقوق می‌گیرد.

### بیمه ایران
سایت دانا این ادعا را علیه عباس حسینی، مدیرعامل بیمه ایران مطرح کرد که وام ۶۰۰ میلیون تومانی با بهره پایین دریافت کرده‌است. فارس نوشت که این مبلغ به خزانه دولت بازگردانده شده و حساب بانکی عباس حسینی مسدود شده‌است. عباس حسینی پس از طرح ادعاهایی علیه او و دیگر اعضای هیئت مدیره بیمه ایران از مقام خود کنار رفت. او با دفاع از عملکرد خود در بیمه ایران، بسته شدن حساب بانکی خود را تکذیب کرد و گفت به دلیل اختلاف نظر با وزیر اقتصاد استعفا کرده‌است.
همچنین خبرگزاری فارس این ادعا را مطرح کرد که محسن پورکیانی، مدیرعامل جدید بیمه ایران نیز پیش از انتصابش به مدیرعاملی ۱۷ میلیون تومان حقوق ماهانه می‌گرفته‌است و یک وام ۳۵۰ میلیون تومانی هم با بهره پایین دریافت کرده‌است.
افزون بر این سایت دانا علیه غلامعلی فروزش، مشاور وزیر اقتصاد و عضو پیشین هیئت مدیره بیمه ایران نیز این ادعا را مطرح کرد که او ۴۷۵ میلیون تومان وام با بهره پایین دریافت کرده‌است.

### شرکت‌های نفتی
خبرگزاری فارس می‌گوید ۵۰ نفر از مدیران شرکت‌های نفتی در ایران حقوق ماهانه‌ای بیشتر از ۵۰ میلیون تومان می‌گیرند.

### ایران‌خودرو
سایت «تابناک» خبری در خصوص دو برابر شدن پاداش و حق حضور برخی مدیران ایران‌خودرو در سال ۹۴ منتشر کرد که برای این سال، «مبلغ ۳ میلیارد و ۲۷۵ میلیون ریال به عنوان حق حضور و پاداش هیئت مدیره» این شرکت در نظر گرفته شده که این رقم نسبت به سال ۱۳۹۳، دقیقاً ۲ برابر شده‌است.

### پاداش هزاران دلاری مدیر یک بانک
خبرگزاری تسنیم اعلام کرد مدیرعامل یکی از بانک‌های کشور از یک شرکت در خارج از کشور ماهیانه حقوق چند هزار دلاری و سالانه پاداش چند ده هزار دلاری دریافت داشته‌است که مسئولان اقتصادی کشور پیگیر موضوع هستند.

### وزارت بهداشت و پزشکان
در کنار افشاگری‌هایی که علیه مدیران دولتی انجام شد، شماری از چهره‌های مجلس مثل احمد توکلی و مسعود پزشکیان از دریافتی‌های بالای پزشکان و مدیران وزارت بهداشت انتقاد کرده‌اند. آن‌ها می‌گویند درآمد پزشکان در دوره حسن روحانی بیش از اندازه بالا رفته‌است. بنظر می‌رسد این اظهارات قابل توجه باشد چون درحالی که به گفته قائم مقام وزیر بهداشت و معاون درمان این وزارتخانه، سقف دریافتی پزشکان ۸۰ میلیون تومان در ماه (یک میلیارد تومان در سال) تعیین شده‌است به اظهار سازمان نظام پزشکی ایران، "در آمریکا متوسط درآمد یک پزشک متخصص رقمی معادل یک میلیارد تومان در سال است.

### مجموعه ایدرو
عادل آذر رئیس دیوان محاسبات کشور خبر داد که تعداد ده نفر از مدیران نجومی‌بگیر حقوق خود را پس نمی‌دهند که مرتضی امامی، مدیر عامل شرکت مدیریت طرح‌های صنعتی ایران (شرکت زیرمجموعه ایدرو) یکی از این افراد بوده‌است.

## بازتاب‌ها و واکنش‌ها
بیشتر مقامات از رهبر جمهوری اسلامی گرفته تا سران سه قوه و رئیس جمهوران پیشین و مدیران رده بالای کشوری و لشکری خواستار مقابله جدی با این پدیده شدند و خواهان عزل و برکناری و برگرداندن مبالغ دریافتی شدند بدون آنکه نقش خود در به‌وجود آمدن پدیده‌ای که در زمان مسئولیت ایشان شکل گرفته را بپذیرند.
در همین حال، در واکنش به این گزارش‌ها برخی از مقام‌هایی که با این اتهامات روبه رو شده‌اند استعفا دادند و در مواردی هم با دفاع از عملکرد خود، رسانه‌ها و گزارش‌های طرح شده «مبالغه آمیز» ارزیابی کرده‌اند.

### واکنش رسانه‌ها
موضوع حقوق بالای مدیران دولتی ایران به جنجالی رسانه‌ای و مجادله‌ای سیاسی بدل شد. رسانه‌های محافظه‌کاران در ایران بابت حقوق‌های بالای مدیران حملات بسیاری را متوجه دولت حسن روحانی کردند. در مقابل، طرفداران دولت گفتند فساد مالی و اداری کنونی در اقدامات دولت محمود احمدی‌نژاد ریشه دارد.

### واکنش دولت

#### واکنش رئیس‌جمهور
حسن روحانی در واکنش به این موضوع در نامه‌ای خطاب به اسحاق جهانگیری، معاون اول رئیس‌جمهور، دستور پیگیری داد و نوشت: «هرچند شاید با مقررات به‌جا مانده از دوره‌های پیش توجیه‌پذیر باشد، با موازین عدالت و تعهد در قبال بیت‌المال و منشور اخلاقی دولت ناسازگار و غیرقابل قبول است و حتی در برخی موارد مصداق سوء استفاده از اعتماد دولت به‌شمار می‌رود. مقتضی است در اسرع وقت همه موارد تخلف و سوءاستفاده شناسایی، وجوهی که به ناحق پرداخت شده به بیت‌المال مسترد شود و مدیران متخلف عزل شوند.»
روز دوشنبه ۱۴ تیر ۱۳۹۵ خبرگزاری دولتی ایرنا گزارش داد، حسن روحانی وعده داد که دولت «به فوریت»، لایحه‌ای را با هدف «اعمال یکپارچگی در نظام حقوقی پرداخت‌ها» تهیه و به مجلس ارائه خواهد کرد. روحانی، «حساسیت افکار عمومی» دربارهٔ «پرداخت‌های غیرمتعارف» را «سرمایه گرانقدر» خواند و در هشت بند گزارشی از «اقدامات فوری» دولت برای جلوگیری از پرداخت این حقوق‌ها را اعلام کرد. وی اعلام کرد که همه دستگاه‌ها موظفند «همه حقوق و مزایای دریافتی کلیه مقامات کشوری و لشکری را به صورت حداقل و حد بیشتر دستمزد و پرداختی ماهانه» در سایت خود و همچنین در سایت سازمان مدیریت و برنامه‌ریزی کشور منتشر کنند. روحانی روز پیش گفته بود که پرداخت حقوق‌های «نامتعارف» مشکلی «همگانی است» و تنها «مربوط به یک قوه و دستگاه خاصی نیست».

#### معاون اول رئیس‌جمهور
اسحاق جهانگیری، معاون اول رئیس‌جمهور ایران گفت: «دولت حسن روحانی مصمم به برخورد با حقوق‌های بالای مدیران دولتی است.» او همچنین گفت: «حقوق‌های اضافی پرداخت‌شده باید به خزانه بازگردانده شود و مدیرانی که در این زمینه تخلفی کرده‌اند برکنار خواهند شد.» و افزود «روند پرداخت حقوق‌های بالا به دولت محمود احمدی‌نژاد برمی‌گردد» و کابینه احمدی‌نژاد را متهم کرد که «در دولت به عنوان مهم‌ترین رکن تصمیم‌گیری این نظام نشستند دور خودشان و تصمیم گرفتند به خودشان نشان و سکه بدهند. از یک جمع ۳۰ نفره دولت به ۲۷ نفر از خودشان نشان درجه دو و درجه یک با ۷۵ و ۱۰۰ سکه دادند.»

#### واکنش رئیس بانک مرکزی
ولی‌الله سیف، رئیس بانک مرکزی ایران گفت: «فیش‌های حقوقی تا حد بسیاری مبالغه‌آمیز بوده و تحت تأثیر شرایط سیاسی قرار داشته‌است.»

#### واکنش وزیر بهداشت
سید حسن قاضی‌زاده هاشمی وزیر بهداشت و آموزش و پزشکی دولت یازدهم در یادداشتی در کانال تلگرامی خود، افشاگری در مورد فیش حقوق را «شمشیری دولبه» دانست که از یک طرف آن روحانی و دولت او زده می‌شود، اما با طرف دیگر، روحانیت و نظام نشانه قرار گرفته‌است. قاضی‌زاده هاشمی با اشاره به ماجرای افشای هزینه ۱۷ هزار تومانی سفر سه روزه حسن نزیه وزیر نفت دولت موقت بازرگان به مشهد و اقامتش در هتل‌هایت این شهر توسط «توده‌ای‌ها» از آن ماجرا به عنوان نخستین مورد افشاگری نام برد و آن را با عنوان «افشاگری توده‌وار» سنت حزب توده ایران نامید. قاضی‌زاده هاشمی فرد افشاگر را مستوجب پیگرد قضایی دانست و سنت افشای دستمزدها را ضد ارزش‌های اخلاقی و اسلامی عنوان کرد.

#### واکنش استاندار سمنان
محمدرضا خباز نماینده چهار دوره مجلس شورای اسلامی و استاندار سمنان گفت: «هرچند دریافت حقوق بالا مورد قبول نیست و افرادی که چنین حقوق‌هایی را دریافت می‌کنند، مورد تأیید نیستند اما باید به آن‌ها گفت که بذر این تفاوت حقوق در دولت یازدهم یا دولت پیشین به زمین ریخته شد.»

#### سخنگوی دولت
محمدباقر نوبخت، سخنگوی دولت ایران، روز سه‌شنبه ۲۲ تیر ۱۳۹۵ خورشیدی، گفت: موضوع فیش‌های حقوقی به اصطلاح نجومی همه زحمات دولت را تحت‌الشعاع قرار داده‌است. او قول داد که دولت موضوع «فیش‌های حقوقی نجومی» را «به صورت جدی» پیگیری خواهد کرد و تأکید کرد که دولت در این زمینه «به عذرخواهی بسنده نکرده» بلکه در اقدامی عملی «حداقل ۱۳ نفر از مدیران عالی» استعفا دادند و در پاره‌ای موارد برکنار شدند.

### واکنش رهبر
روز چهارشنبه ۲ تیر ماه ۱۳۹۵ سید علی خامنه‌ای در دیدار با اعضای هیئت دولت به موضوع افشای حقوق‌های مدیران دولتی اشاره کرد و خواستار برخورد با پرداخت حقوق‌های نجومی شد. رهبر جمهوری اسلامی در عین حال تأکید کرد که شمار چنین مدیرانی «کم» است و بیشتر مدیران «پاک دست» هستند.
علی خامنه‌ای در نماز عید فطر بار دیگر بر پیگیری پرونده «حقوق‌های نجومی» تأکید کرده و پرداخت و دریافت چنین دستمزدهایی را «نامشروع و خیانت به آرمان‌های انقلاب اسلامی» ارزیابی کرد. او همچنین رواج «تجمل و اشرافی‌گری» در جامعه ایران را علت بروز چنین پدیده‌ای دانست. علی خامنه‌ای با تأکید بر «پیگیری و برخورد قاطعانه با این پدیده زشت» توصیه کرد مسئولان باید «مسئله عزل کردن و برکنار کردن و برگرداندن آنچه از بیت‌المال به صورت نامشروع خارج شده‌است را در دستور قرار بدهند.» او هشدار داد که «چنانچه این قضیه اتفاق نیفتد و دنبال‌گیری نشود، اعتماد مردم به نظام کاسته می‌شود که این فاجعه بزرگی خواهد بود».

### واکنش قوه قضائیه
غلامحسین محسنی اژه‌ای، معاون اول قوه قضائیه هم‌زمان با اظهار نظر علی خامنه‌ای روز در یک برنامه تلویزیونی اعلام کرد که دستگاه قضایی این پرونده را دنبال خواهد کرد و این‌طور نیست که قوه قضائیه تنها با «آفتابه‌دزدها» برخورد کند. او گفت وزارتخانه‌ای وجود دارد که در آن ۵۰ نفر بیشتر از ۴۰ میلیون تومان حقوق می‌گیرند و پرداخت چنین حقوق‌هایی «اصلاً انصاف نیست.»
این در حالی است که جعفری دولت‌آبادی، دادستان عمومی و انقلاب تهران، در این رابطه گفته بود: «رسانه‌ها حق ندارند با بزرگنمایی، اعتماد مردم به کارآمدی نظام اسلامی را از میان ببرند.»
محمدجعفر منتظری، دادستان کل ایران گفت: «این فیش‌ها امروز به ابزاری برای برخوردهای جناحی تبدیل شده‌است و دولت و قوه قضائیه باید به صورت جدی با آن برخورد کنند.»

### واکنش مجلس

#### واکنش نمایندگان مجلس
برخی از نمایندگان مجلس برای برخورد با حقوق‌های بالا تلاش‌هایی کردند.
علی نوبخت حقیقی نماینده مردم تهران، یکی از نمایندگانی بود که واکنش شدیدی نشان داد. او گفت: باید در این زمینه مثل چین رفتار کرد. در کشور چین کوچک‌ترین تخلف به صورت جدی و محکم برخورد می‌کنند، برای شخص خاطی اعدام می‌برند و این موضوع را رسانه‌ای می‌کنند تا دیگر مدیران و افراد حساب کار دستشان بیاید.

#### واکنش رئیس مجلس
علی لاریجانی رئیس مجلس از پیگیری این مسئله توسط دیوان محاسبات کشور خبرداد. او روز چهارشنبه ۱۶ تیرماه ۱۳۹۵ از کمیسیون اصل ۹۰ مجلس خواست ظرف دو هفته گزارشی در این‌باره ارائه دهد. همچنین از این کمیسیون خواست که پیشنهادهای خود را برای جلوگیری از تکرار چنین موضوعی مطرح کند.

#### واکنش نایب رئیس مجلس
علی مطهری، نایب رئیس مجلس شورای اسلامی، در گفتگویی تأکید کرد: «تخلف منحصر به دولت نیست و در بسیاری از نهادهای حکومتی هم این مسئله وجود دارد». او از ستاد اجرایی فرمان امام، نهاد اقتصادی و مالی تحت نظر علی خامنه‌ای به عنوان نمونه‌ای از این نهادها نام برد.

#### واکنش مرکز پژوهش‌های مجلس
مرکز پژوهش‌های مجلس ایران روز سه‌شنبه ۱۵ تیر در گزارشی موضوع حقوق «نامتعارف» برخی مدیران را «مسبوق به پیشینه» خواند و ضمن متهم کردن دولت پیشین به «کم‌توجهی یا بی‌تفاوتی» دربارهٔ این موضوع، اعلام کرد: شماری از دستگاه‌های دولتی از قوانین مربوط به حقوق کارکنان دولت مستثنی شده بودند.
وب سایت خانه ملت وابسته به مجلس خبر داد که ویرایش نهایی گزارش مرکز پژوهش‌های مجلس دربارهٔ «فیش‌های حقوقی غیرمتعارف» که با همکاری سازمان بازرسی کل کشور، دیوان محاسبات و کمیسیون اصل ۹۰ تدوین شده‌است، در مجلس قرائت خواهد شد. احمد امیرآبادی عضو هیئت رئیسه مجلس نیز روز دوشنبه خبر داد که شماری از نمایندگان طرح تحقیق و تفحص از «پرداخت‌های نجومی» را ارائه کرده‌اند و هیئت رئیسه در حال بررسی این طرح است.

#### دیوان محاسبات کشور
فیاض شجاعی دادستان دیوان محاسبات کشور گفت: ۱۲۳ پرونده، شامل پرداخت‌های پرسنلی، پرداخت به مدیران و پرداخت بدون مبنای قانونی به ارزش ۵۹ هزار میلیارد ریال مربوط به سال‌های ۱۳۹۰ تا ۱۳۹۴ خورشیدی تشکیل شده که به صورت محرمانه پیگیری خواهد شد.

## پیگیری تخلفات
عادل آذر رئیس دیوان محاسبات کشور در جلسه «ستاد مبارزه با مفاسد اقتصادی» در چهارم آبان ۱۳۹۵ گفت در موضوع حقوق‌های «نامتعارف» ۴۹۲ نفر از مدیران همه دستگاه‌های کشور از جمله قوای سه‌گانه و نهادهای عمومی «مرتکب تخلف شده‌اند». او اعلام کرد که ۳۹۷ مدیر جمعاً ۲۳ میلیارد تومان حقوق‌های «نامتعارف» دریافت کرده‌اند که تاکنون ۱۰ میلیارد تومان از این حقوق‌ها، بازپس گرفته شده و پرونده برای بازپس‌گیری کل این مبلغ در حال پیگیری است.
این دیوان ۱۱ مهر در گزارشی در صحن علنی مجلس اعلام کرده بود که در سال ۹۴ از حدود ۹۳ هزار و ۴۶۰ نفر مقامات و مدیران کشور، ۱۳ هزار و ۸۷۳ نفر از مقامات و رده‌های بالای مدیریتی بودند که ۳۹۷ نفر یعنی معادل ۴ دهم درصد آنان ماهانه بیش از ۲۰ میلیون تومان حقوق و مزایا دریافت کرده‌اند. بر اساس این گزارش، حقوق بقیه مدیران دولت زیر ۲۰ میلیون تومان بوده‌است. با این حال ناصر سراج رئیس سازمان بازرسی کل کشور روز ۲۱ تیر گفته بود «تنها سه درصد» از ۹۵۰ مدیری که پرونده آن‌ها توسط دیوان محاسبات بررسی شده‌است، حقوق‌شان۴۰ میلیون و بیشتر بوده‌است. به گفته سراج، «۷۰ درصد» این مدیران تا ۲۰ میلیون و «۲۷درصد» از ۲۰ تا۳۰ میلیون تومان حقوق می‌گیرند. محمد باقر نوبخت سخنگوی دولت حسن روحانی نیز پیش از این اعلام کرده بود که تنها حدود ۴۰ نفر از مدیران حقوق «غیرمتعارف» دریافت کرده‌اند.
در ۴ خرداد ۱۳۹۷ مدیرکل دادگاه‌های عمومی و انقلاب تهران اعلام کرد که تاکنون برای ۴۲ نفر از مدیرانی که حقوق‌های غیرمتعارف گرفته‌اند کیفرخواست صادر شده که رسیدگی به پرونده ۲۱ نفر از آن‌ها خاتمه یافته‌است. او گفت از این میان ۱۵ نفر به «رد مال، مجازات حبس و جزای نقدی» محکوم شده‌اند. پیشتر غلامحسین محسنی اژه‌ای، سخنگوی قوه قضائیه، گفته بود که ۷۰ نفر در ارتباط با پرونده موسوم به «حقوق‌های نجومی» احضار شده‌اند.